# Jean Naudo
Jean Naudo, est un joueur de pétanque français. 

## Clubs
- ?-? : Canet Plage Bouliste (Pyrénées Orientales)

## Palmarès[1],[2]

### Séniors

#### Championnats du Monde
Finaliste
- Triplette 1977 (avec Gérard Naudo et François Gouges) :  Équipe de France 2

#### Championnats de France
Champion de France
- Triplette 1966 (avec Claude Baills et Gérard Naudo) : Canet Plage Bouliste
- Triplette 1967 (avec Claude Baills et Gérard Naudo) : Canet Plage Bouliste

Finaliste
- Doublette 1971 (avec Claude Baills)
- Triplette 1976 (avec Claude Baills et Gérard Naudo)

## Hommage
Un pétanquodrome porte son nom à Roanne.